# 米沢市斎場
米沢市斎場（よねざわしさいじょう）は、山形県米沢市万世町片子にある市営の火葬場である。

## 概要
明治、大正時代は、市内の福田町や相生町の河原で薪を使い火葬を行っていた。その後、割出町（現在の金池4丁目にある北村公園南東側）に火葬場が建設され稼働を開始。昭和46年に現在地へ新築移転した。
移転当時、市内には「相田仏光堂」と「松田源兵衛堂」の2つの葬儀社があり、両社が3年交代で斎場の管理を行っていた。その後、両社で「合名会社米沢市斎場公社」を設立、さらに指定管理者として2022年3月末まで斎場の管理運営を行った。同年4月より、指定管理者は「米沢市斎場共同企業体（構成団体は「株式会社ナウエル」と「東北警備保障株式会社」の2社）」へ交代している。
2020年度に、待合室棟と渡り廊下棟に対して耐震補強・内外装改修工事と、斎場全体の屋根改修工事が行われた。

## 施設概要
施設は、主に斎場棟・待合室棟・渡り廊下棟で構成される。
- 昭和46年11月1日開設
- 開場時間　午前8時30分から午後5時まで
- 使用時間　午前9時から午後5時まで
- 火葬時間　午前9・10・11時、午後1・2・3時（1日6件の受け入れ）
- 休場日　1月1日、1月2日
- 敷地面積　6,997.35㎡
- 斎場棟
  - 車寄せ
  - 斎場（告別・炉前ホール、祭壇）
  - 火葬炉（炉研製 人体炉4基、汚物炉1基　※人体炉は台車式、前室無し、燃料は全炉で灯油を使用）
  - 収骨室
  - 作業室、作業員控室、電気・機械室、油庫等
- 待合室棟
  - 待合室（3室）、ロビー、テラス、給湯室
  - 事務室、授乳・更衣室
- 渡り廊下棟
  - 廊下
  - トイレ（男子用、女子用、多目的トイレ）
- 駐車場
  - 乗用車40台、バス2台

## 使用料
ここで言う「市民」とは、斎場使用者が「本市に住所を有する者」および「死亡時において本市に住所を有する者の火葬を行う者」を指す。
- 12歳以上　市民 無料 ・ その他 25,000円
- 12歳未満　市民 無料 ・ その他 19,000円
- 死胎　市民 無料 ・ その他 7,000円
- 胎盤・人体の一部　市民 700円 ・ その他 2,500円

## 所在地
- 米沢市万世町片子字向川原5,379番の1[5]

## アクセス
- 自動車
  - 山形方面より　東北中央自動車道米沢中央ICから国道13号経由で約5分（約3キロメートル）
  - 福島方面より　東北中央自動車道米沢八幡原ICから国道13号経由で約5分（約3キロメートル）
  - JR東日本米沢駅（東口）から国道13号経由で約5分（約2キロメートル）
- 路線バス
  - 米沢市市民バス万世線で「米沢駅前（西口）」バス停から「万世」バス停下車、東に徒歩約10分（約750メートル）